# Rue Severiano-de-Heredia
La rue Severiano-de-Heredia est une voie située dans le 17e arrondissement de Paris, en France.

## Situation et accès
Précédemment et provisoirement nommée CF/17, la rue Severiano-de-Heredia relie le 145 bis, rue Cardinet au 116, rue de Saussure.
La rue comprend un trottoir entre des immeubles et une bande végétalisée établie sur la couverture de la tranchée de l'ancienne ligne d'Auteuil (tronçon de la gare de Pont-Cardinet à la station Pereire-Levallois fermé en 1993) longeant le boulevard Pereire sud. La rue Marie-Georges-Piquart débouche sur la rue  Severiano-de-Heredia et le boulevard Pereire.

## Origine du nom
À la suite d'un vœu du conseil municipal du 17e arrondissement confirmé par le Conseil de Paris et avalisé par la commission de dénomination des voies, places, espaces verts et équipements publics tenue le 10 septembre 2013, cette voie reçoit le nom de Severiano de Heredia, élu radical, député et ministre des Travaux publics, président du conseil municipal de Paris en 1879, défenseur de la laïcité et de l'école publique, à l'origine de la création du réseau des bibliothèques municipales.

## Historique
Au sein du lotissement « Saussure Pont Cardinet » qu'elle borde, cette voie a été nommée en même temps que la rue Mère-Teresa et la rue Marie-Georges-Picquart.

## Bâtiments remarquables et lieux de mémoire
À l'angle de cette rue et de la rue Marie-Georges-Picquart, un cabinet d’architectes a réalisé un projet d'immeuble ayant le « rôle clé d'assurer l'articulation entre deux temps de l'urbanisation parisienne ».